# 动机

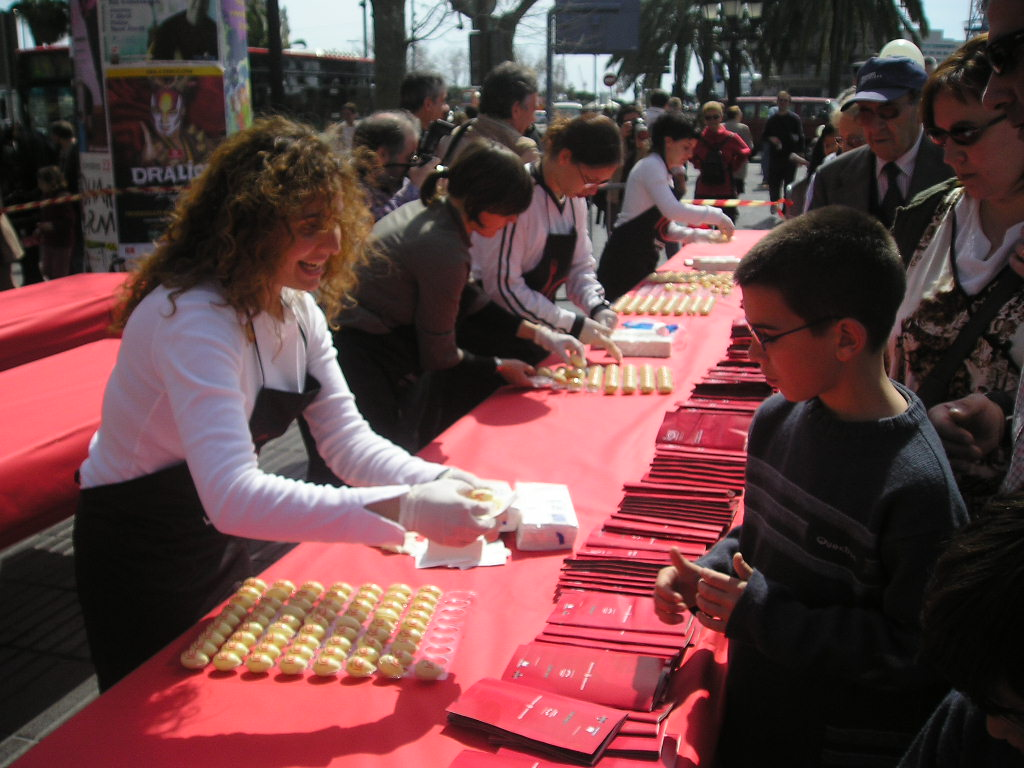
看到巧克力可以刺激喜欢吃它的人的快感系统

動機（英語：Motivation）在心理学指一种内在状态，它促使个人从事以目标导向的行为。一般被认为涉及行为的发端、方向、强度和持续性。在组织行为学中，激励主要是指激发人的动机的心理过程。通过激发和鼓励，使人们产生一种内在驱动力，使之朝着所期望的目标前进的过程；又在此过程中，动机通常不会是一成不变的，相反地，动机可能会增加或降低。
然而不管动机水准的高低为何，人们若能维持一定的动机水准，则不但能维持追求该目标的行为，也能维持心理上对该目标的渴望，直到人们知觉到该目标达成为止，因此动机时常被视为是行为的前导驱力，若能掌握人们的动机，则往往可以协助预测其行为的方向性与模式。
在柏拉图的灵魂由三部分组成的论述中已经存在动机观念了。情欲（希臘語：ἐπιθυμία）是进食或繁殖的欲望的起源，作为生理需要，这必须由情绪（希臘語：θυμός）控制，而并非理性。因而这食欲或欲念的功效与认知相对立。一般古代哲学，尤其幸福论认为对幸福感的迫切要求，是动机存在的根本；对目标片面和孤立的研究是不充分的。但总之，激励概念的研究一直在20世纪30年代以前，都不为学术界重视。
動機是解釋為什麼人或動物在特定時間發起、繼續或終止某種行為的原因。動機狀態通常被理解為在代理內部起作用的力量，這些力量創造了參與目標導向行為的傾向。通常認為，不同的心理狀態相互競爭，只有最強的狀態才能決定行為。這意味著我們可以有動力去做某事而不實際去做。提供動機的典型心理狀態是慾望。但是其他各種狀態，例如關於一個人應該做什麼或意圖的信念，也可能提供動力。
關於動機狀態的內容，已經提出了各種相互競爭的理論。它們被稱為內容理論，旨在描述通常或總是激勵人們的目標。例如，需求層次理論和ERG理論假設人類有某些需要，這對動機負責。其中一些需求，比如食物和水，比其他需求更基本，比如獲得他人的尊重。根據這種觀點，只有在較低的需求得到滿足後，較高的需求才能提供動力。行為主義理論試圖僅根據情境與外部可觀察行為之間的關係來解釋行為，而沒有明確提及有意識的心理狀態。
動機可以是內在的，如果活動是內在的，因為它本身很有趣或令人愉快，或者是外在的，如果能動者的目標是與活動本身不同的外部獎勵。有人認為，內在動機比外在動機更有益。動機狀態也可以根據能動者是否完全意識到他為什麼會這樣做，稱為有意識和無意識動機。動機與實踐理性密切相關。該領域的一個中心思想是，如果我們認為應該執行某項操作，就應該有動力去執行該操作。未能滿足這一要求會導致出現非理性的情況，稱為 akrasia （意指「缺乏自我控制或違背自己的更好判斷力的狀態」）或意志薄弱，在這種情況下，我們對應該做什麼的信念與我們的行動之間存在差異。
動機研究已被應用於各個領域。在商業領域，一個核心問題涉及工作動機，例如，雇主可以使用什麼措施來確保其員工受到激勵。教育心理學家也對動機特別感興趣，因為它在學生學習中起著至關重要的作用。該領域內的內在和外在動機的影響已經引起了特別的興趣。

## 动机理论
自从霍桑效应（英語：Hawthorne Effect）的重要性被实践及学术界重视，各种激励理论也如雨后竹笋般涌现，其中重要的包括马斯洛的需求层次理論、道格拉斯·麦格雷戈的X理论和Y理论、赫兹伯格的兩因素理论、麦克利兰的成就需要理论、五因子工作特徵理論、行为主义理论、弗鲁姆的期望理论、亚当斯的公平理论、阿普特尔的逆转理论等。

### 需求层次理論
马斯洛的需求金字塔
| 自我实现的需求 |

| 尊重的需求 （社会承认的需求） |

| 社交的需求 （社会关系的需求） |

| 安全的需求 |

| 生理的需求 （身体基本需求） |

需求层次理论（英語：Need-hierarchy theory）由美国著名俄裔犹太裔人本主义心理学家亚伯拉罕·马斯洛（英語：Abraham Maslow）提出，是研究组织動機时应用最广泛的理论。
需求层次理论是解釋人格的重要理論，也是解釋動機的重要理論。其提出個體成長的內在動力是動機。而動機是由多種不同層次與性質的需求所組成的，而各種需求間有高低層次與順序之分，每個層次的需求與滿足的程度，將決定個體的人格發展境界。需求层次理论将人的需求划分为五个层次，由低到高，并分别提出激励措施：
- 生理需求（英語：physiological needs），也称级别最低、最具优势的需求，如：食物、水、空气、性慾、健康。
- 安全需求（英語：Safety needs），同樣属于低级别的需求，其中包括对人身安全、生活稳定以及免遭痛苦、威胁或疾病等、錢。
- 社交需求（英語：Love needs），属于较高层次的需求，如：对友谊、爱情以及隶属关系的需求。
- 尊重需求（英語：Esteem needs），属于较高层次的需求，如：成就、名声、地位和晋升机会等。尊重需求既包括對成就或自我價值的個人感覺，也包括他人對自己的認可與尊重。
- 自我实现需求（英語：Self-actualization），是最高层次的需求，包括針於真善美至高人生境界獲得的需求，因此前面四項需求都能滿足，最高層次的需求方能相繼產生，是一種衍生性需求，如：自我实现，发挥潜能等。

### X理论和Y理论
X理论和Y理论，是人力资源管理、组织行为学和社会心理学中关于工作激励的理论，由美国心理学家道格拉斯·麦格雷戈于1960年代提出。其中Y理論又被稱作人性本善理論。
这是一对完全基于两种完全相反假设的理论，X理论认为人们有消极的工作源动力，而Y理论则认为人们有积极的工作源动力。
| X理论 | Y理论 |
| --- | --- |
| - 人的本性是懒惰的，工作越少越好，可能的话会逃避工作。 - 人缺乏进取心，规避责任并宁愿被领导。 - 雇员只考虑自己的需求，而不是组织需求。 - 人不愿意去改变自己。 | - 人天性不是消极的，并有能力自我控制和自我监督。 - 工作是自然并愉悦的。 - 人们愿意为集体的目标而努力。 - 人们愿意接受工作责任，并会寻求更大的责任。 |

这一理论暗示如果人们没有被足够激励，主要是因为落后的管理遏制了人们对工作的积极表现。

### 雙因素理論
雙因素理论，也称作保健理論（英語：Motivator-Hygiene Theory），由美国心理学家弗里德里克·赫茨伯格于1950年代末提出。該理論分別出兩類型的因素，其中一種使人產生動機，稱作「動機因素」（英語：motivating factors）；另一種則不會使人產生動機，故稱作「保健因素」（英語：hygiene factors），僅在缺少了這些因素下使人失去動機。
- 产生動機的因素——「動機因素」：挑战性工作、成就、增加工作责任、赏识等。
- 不产生動機的因素──「保健因素」：工资、人际关系改善、良好的工作条件等。

和马斯洛的需求层次理论不同，赫茨伯格认为低层次需求的满足，并不会产生激励效果，相反，其只会导致不满意感的消失。

### 成就需要理论
成就动机理论，又称作“三种需要理论”，由美国著名心理学家大卫·麦克利兰提出。
该理论认为人在不同程度上由以下三种需要来影响其行为：
1. 成就需要（英語：the need for achievement）：希望做得最好、争取成功的需要。
2. 权力需要（英語：the need for power）：不受他人控制、影响或控制他人的需要。
3. 亲和需要（英語：the need for affiliation）：建立友好亲密的人际关系的需要。

### 驅力減緩理論
```
驅力減緩理論
(
drive reduction theory
)
```

驅力減少理論由克拉克赫爾(（英語：Clark Hull） 於 1943 年提出，是行為主義學習理論中的主要動機理論，他認為動機的產生，主要是因為個體缺乏某些基本的生理需求，使生理偏離恆定狀態，例如口渴、飢餓和性等。這些匱乏將促使有機體嘗試減輕不平衡的生理狀態，因而產生驅力以滿足這些需求，維持身體恆定，故也是解釋人類求生動機非常重要的一個理論。
根據克拉克·赫爾和肯尼斯·斯賓塞等理論家的說法，減少驅動力是學習和行為背後的主要力量，主張任何會減少驅力的行為會被人以及動物反覆進行，原因是驅力的減弱會被當成這種行為的正向強化（positive reinforcement）。該學說主張，人及動物有強烈傾向保持內在的平衡狀態，當有所偏離時，便會感到不適，而驅使個體做出有利於恢復內在平衡的行為，以脫離有壓力的不適狀態(Hull，1922)。這種讓身體緊張不適而驅動行為的力量稱作「驅力」(drive)，而動機行為可以降低驅力。主要驅力是與生俱來的（例如口渴、飢餓和性），而次要驅力是通過條件習得的（例如金錢）。
Doris Kraeling 和 Byron Campbell 進行了實驗，以確定“如果初始驅力低，減少作為增強物是否比初始驅力高時更有效。” 結果發現“刺激的變化在低刺激強度下比在高刺激強度下更容易區分。” 當一個有機體同時面臨多個需求時，就會產生多重驅動。研究表明，這種情況會影響學習。
當生理需求滿足後，驅力會逐漸消失，驅力理論稱這種現象為驅力減降（drive reduction）。因此許多的動機便是直接幫助人體維持內在平衡穩定，使人類得以在多變的環境中保持能生存的生理條件。

### 五因子工作特徵理論
工作特徵模型是美国学者理查德·哈克曼（英語：Richard Hackman）和雷格·奥尔德汉姆（英語：Greg Oldham）提出工作特徵模型。他们认为好的工作应该具有五种核心的特徵，即：
- 技能多样性（skill Variety）
- 任务同一性（task Identity）
- 工作重要性（task Significance）
- 自主性（Autonomy）
- 工作反馈（Feedback）

他们设计的动机与五因子的关系方程为：{\displaystyle {\mbox{Score}}=\left({\frac {(V+I+S)*A*F}{3}}\right)}

### 行为主义理论
行为主义理论的典型是强化理论既操作性条件反射理论。该理论是美国哈佛大学心理学家斯金纳在巴甫洛夫条件反射理论、华生行为主义和桑代克的尝试学习理论的基础上，提出的一种新行为主义理论。

### 期望理论
期望理论，又称作“效价-手段-期望理论（VIE）”，北美著名心理学家和行为科学家维克托·弗鲁姆于1964年在《工作与激励》中提出来的激励理论。
| 理论元素 | 给管理的启示                               |
| -------- | ------------------------------------------ |
| 效价     | 识别员工的需求；按照员工的需求调整奖励体系 |
| 手段工具 | 业绩和奖励的紧密联系；严格维持薪酬承诺     |
| 期望     | 人力选择，人力进修，阐明业绩目标           |

该理论引出了调动人们工作积极性的三个条件：
1. 效价：奖励与满足个人需要的关系
2. 手段工具（英語：Instrumentality）：绩效与奖励的关系
3. 期望：努力与绩效的关系

激励（英語：Motivation）的程度取决于这三者的乘积：{\displaystyle F=E*\left(\sum V*I\right)}

### 公平理论
公平理论由美国心理学家约翰·斯塔希·亚当斯于1965年提出：员工的激励程度来源于对自己和参照对象的报酬和投入的比例的主观比较感觉。
其公平的理念为个人回报与付出的比例等于或近似等于他人的回报与付出比：
{\displaystyle {\frac {\mbox{individual's outcomes}}{\mbox{individual's own inputs}}}={\frac {\mbox{relational partner's outcomes}}{\mbox{relational partner's inputs}}}}

### 逆转理论
美国心理学家阿普特尔（英語：Apter）在1982年提出的逆转理论认为，人的行为总是存在两个状态相对立的动机，其中只有一个动机被激活。在实施行为的过程中，会从一种动机转向反向的一种动机。冬泳过程正体现了这个理论。

### 内在动机与外在动机
因並非所有行為都能以需求層次理論解釋，無法完整說明為何會有這類非以滿足需求為目的的行為出現，因此，心理學家提出了外在動機與誘因（incentive）。相較於驅力，誘因的產生多與學習、經驗與外在環境相關，個體因為已知行為的後果而產生誘因。誘因與外在物品或是外在目標有關，使生物追求環境中的某個目標。而認知論進一步將動機以誘因的來源不同分為內在動機（intrinsic motivation）和外在動機（extrinsic motivation）。
内在动机（或内在激励）指的是任务本身的兴趣或愉悦带来的动机，这存在于个体内部而非依赖于任何外部力量的驱动。内在动机从20世纪70年代开始被社会心理学家和教育心理学家们所关注。被内在动机激励学生更可能愿意进行这项任务并且在任务过程中提升自己的技能和能力。学生们更可能拥有内在动机，如果他们：
- 把他们学习成绩归于自己控制的因素，即自主性
- 相信他们有取得预期目标的能力，或者说最终结果不是取决于运气
- 对掌握一个主题的知识感兴趣，而非死记硬背取得好的成绩

外在动机（或外在激励）指的是从事某个活动的行为是为了取得外部收入，这种动机常常与内在动机相抵触。外在动机来源于个体的外部。通常的外在动机如金钱、分数、强迫、惩罚等。竞争总体上也属于外在动机，因为它鼓励人们打败胜过其他人，而非享受行为内在的回报。有观点认为个体的独特性与任务取得的奖杯徽章也属于外在动机。
社会心理学家的研究表明外在的回报可能会导致动机偏移，即取得外在回报成为任务进行的主要理由而内在动机会被削弱。一项研究证明了这一效应。实验观察中，期望继续通过画画获得缎带和勋章的孩子比没有奖励情景中的孩子用来真正绘画的时间少。对于不会有外在奖励的孩子，自我决定论认为如果任务满足了他们的价值标准和信念，外在动机会被个体内在化，并以此满足他们基本的心理需要，並進一步成為作決定的參考依據或行為的前導驅力。

## 常見的動機

### 成就動機
成就動機為個人內在的驅力，是為了克服困難及追求高度成就，而生活經驗及社會文化為影響成就動機高低的因素。

### 親和動機
屬於社會性動機，在人與人相處時所表現的親近行為的內在動力，適合從事與人互動的工作，像是社會服務工作、業務、客戶服務。

### 權力動機
是指影響他人和控制他人的內在力量，追求出色的成績是為了獲得權力及地位，而非個人成就感。權力動機較高的人喜歡具有競爭性、高地位的情境。

### 工作動機
是一種心理狀態，會影響個體在工作情境中行動的動力、趨向及持久性。

## 其他解释
神经科学阐述了各种各样潜在性激励作用的生物学基础。他们由激素和中央神经系统的各部份组成。其中包括下丘脑和荷尔蒙等解释，比如荷尔蒙水平直接关联并且极大的影响着行为的挑衅性和趋性性。但是是否其可以解释较为高级的动机形式，仍然为学术界所争论。